# Diospyros bumelioides
Diospyros bumelioides là một loài thực vật có hoa trong họ Thị. Loài này được Standl. mô tả khoa học đầu tiên năm 1929.